# کوستا دا کاپریکا
شهر کوستا دا کاپاریسا (به پرتغالی: Costa da Caparica) در آلمادا در کشور پرتغال واقع شده‌است. جمعیّت این شهر ۱۴٬۱۰۰ نفر  است. در تاریخ ۹ دسامبر ۲۰۰۴ به عنوان شهر شناخته شد.